# Найманство
Найманство — кримінально-каране діяння, яке полягає у вербуванні, фінансуванні, матеріальному забезпеченні, навчанні найманців з метою використання у збройних конфліктах інших держав або насильницьких діях, спрямованих на повалення державної влади чи порушення територіальної цілісності, а також використання найманців у військових конфліктах чи діях.
В Україні є кримінально караним, у той час як в деяких інших державах найманство не є злочином (наприклад, Французький іноземний легіон). Хоча за французьким законодавством Французький іноземний легіон є частиною офіційної армії та члени легіону отримують таку ж зарплатню як і інші французькі солдати.